# Опёнок луговой
Опёнок луговой, или негниючник луговой, или луговик, или гвоздичный гриб  (лат. Marasmius oreades) — пластинчатый гриб.
Синонимы:
- Русские: негниючник луговой, марасмиус луговой, луговик, гвоздичный гриб.
- Латинские:
  - Agaricus oreades Boltonbasionym
  - Agaricus caryophyllaeus Schaeff.
  - Collybia oreades (Bolton) P.Kumm.
  - Scorteus oreades (Bolton) Earle и др.[2].

## Описание
Плодовые тела очень мелкие, весят около 1 грамма. Шляпка 2—5 (8) см диаметром, гладкая; у молодых грибов полушаровидная, позже выпуклая, у зрелых грибов — плоско-распростёртая, с тупым бугорком в центре. Старые высохшие экземпляры могут приобретать чашевидную форму. Края шляпки полупрозрачные, слабо-рубчатые, часто неровные. Шляпка гигрофанная — в сырую погоду клейкая, желтовато-коричневый или красновато-охряная, иногда со слабо заметной зональностью; в сухую погоду приобретает более светлый, бледно-кремовый цвет. Центр шляпки всегда темнее её краёв.
Пластинки 3-6 мм шириной, редкие, у молодых грибов приросшие, позднее свободные, с хорошо заметными промежуточными пластиночками; в сырую погоду охряные, в сухую — кремово-беловатые. Споры — 7—8,5 x 4—5,5 мкм, яйцевидные или эллипсоидные, гладкие, бесцветные. Споровый порошок белый или кремовый.
Ножка высокая и тонкая, 2—6 (10) см длиной и 0,2—0,5 см толщиной, иногда немного извилистая, цилиндрическая, чуть утолщённая у основания, сплошная, плотная, у старых грибов жёсткая и волокнистая, бледно-охряная, одного цвета со шляпкой или немного светлее, тонко-бархатистая или мучнистая.
Мякоть тонкая, беловатая или бледно-жёлтая, при срезе не изменяет цвет, с лёгким сладковатым привкусом и сильным своеобразным запахом, напоминающим запах гвоздики или горького миндаля.

## Произрастание
Сапрофитный гриб. Растёт на почве с конца мая до конца октября, встречаясь преимущественно на открытых травянистых пространствах — на лугах, пастбищах, выгонах, в огородах, садах, по краям полей, на обочинах дорог, на опушках или на лесных полянах, в оврагах и канавах. Плодоносит обильно, часто образуя ряды, дуги и «ведьмины круги».
Распространён в Евразии, включая Исландию и Японию, Северной Африке, Северной Америке, Аргентине, Австралии, на Канарских островах. В РФ распространён и обычен в Европейской части России, на Северном Кавказе, в Алтайском и Приморском крае.
Опёнок луговой, как и другие виды рода Marasmius, способен переносить сильное высушивание благодаря высокой концентрации трегалозы, которая, очевидно, действует как ксеропротектор клеточных мембран. После добавления к высушенным грибам воды (например, после дождя) они снова оживают и могут производить споры. Содержание трегалозы придаёт мякоти опёнка сладковатый привкус.

## Похожесть
Опёнок луговой можно спутать с условно съедобной коллибией лесолюбивой (Collybia dryophila (Bull.) P.Kumm.), которая встречается с мая по декабрь в лиственных и хвойных лесах и отличается более частыми беловатыми или охряно-кремовыми пластинками, трубчато-полой ножкой и неприятным запахом.
Более опасно спутать опёнок луговой с ядовитой говорушкой выбеленной (Clitocybe dealbata (Sowerby) Gillet), которая растёт примерно в тех же условиях, образуя «ведьмины круги», но отличается беловатой шляпкой без центрального бугорка, частыми низбегающими пластинками и мучным запахом мякоти.

## Употребление
Съедобный гриб IV категории. Используются только шляпки, так как ножки, особенно у старых грибов, очень жёсткие. Пригоден для всех видов переработки.
Опёнок луговой содержит маразмовую кислоту, активную против золотистого стафилококка и других болезнетворных бактерий.